# Catharus
Catharus är ett av fyra släkten skogstrastar i familjen trastar inom ordningen tättingar. Släktet omfattar tolv arter som förekommer i Nord- och Sydamerika söderut till norra Bolivia:
- Svarthuvad skogstrast (C. mexicanus)
- Orangenäbbad skogstrast (C. aurantiirostris)
- Spräcklig skogstrast (C. maculatus)
- Gulstrupig skogstrast (C. dryas)
- Vitögd skogstrast (C. fuscater)
- Beigekindad skogstrast (C. ustulatus)
- Rostskogstrast (C. fuscescens)
- Balsamskogstrast (C. bicknelli)
- Gråkindad skogstrast (C. minimus)
- Svartnäbbad skogstrast (C. gracilirostris)
- Rosthättad skogstrast (C. frantzii)
- Mexikansk skogstrast (C. occidentalis)
- Eremitskogstrast (C. guttatus)

Skogstrastarna i Catharus är nära släkt med fläckskogstrast (Hylocichla mustelina), men även med trastarna i Ridgwayia, Ixoreus, Cichlopsis och Entomodestes. 